# Старшина (фильм)
«Старшина» — советский художественный фильм 1979 года о Великой Отечественной войне, поставленный режиссёром Николаем Кошелевым на киностудии Ленфильм.

## Сюжет
Лето 1944 года. Танкист-старшина Кацуба, получив тяжёлое ранение, попадает в госпиталь.
Но война идёт к концу, и после выздоровления Кацуба получает неожиданное назначение: его направляют в тыл, в лётное училище, где он становится старшиной учебной эскадрильи. Знакомство с подчинёнными началось незадачей - дракой на вещевом рынке. Однако обидеть крепкого мужика прозвищем "тыловая крыса" оказалось проще, чем одолеть его втроём. Курсанты рвутся к полётам, а вот соблюдение уставного порядка на страже которого поставлен дотошный старшина, строевая подготовка и наряды им кажутся ненужным формализмом. Кацуба службист старой школы, уставник до мозга костей, он пресёк как панибратство со стороны командира эскадрильи капитана Хижняка, так и подначки курсантов. Отношения с курсантами, среди которых и призванная молодёжь и молодые награждённые фронтовики, складываются не сразу, но потом старшина становится настоящим «батей» для опалённых войной ребят.
За стенами училища он пытается помочь инвалиду войны Никанорычу и знакомится с медработником Наташей. 
Наступает День Победы, который для всех стал праздником со слезами на глазах. Настоящее прозрение наступает у ребят, когда Кацуба, как выясняется, полный кавалер ордена Славы, надевает все свои боевые награды. Старшина и его курсанты тоже победили, но горечь утрат рождает слёзы и боль за тех, кто не дожил до великой Победы.

## В ролях
- Владимир Гостюхин — старшина Кацуба
- Наталья Сайко — Наташа, фельдшер
- Александр Васильев — курсант Никольский
- Анатолий Горин — курсант Тараскин
- Александр Жданов — курсант Чеботарь
- Андрей Данилов — курсант Сергеев
- Рамаз Абушидзе — курсант Менджеридзе
- Владимир Юрьев — курсант Лесаев
- Павел Кашлаков — полковник Егоров
- Игорь Комаров — генерал Лежиев
- Иван Бортник — Иван Никанорыч, инвалид
- Николай Лавров — капитан Хижняк
- Дмитрий Ладыгин — младший лейтенант Пугачёв
- Игорь Ефимов —полковник из штаба армии
- Валерий Миронов — лейтенант
- Никита Михайловский — танкист

## Съёмочная группа
- Режиссёр: Николай Кошелев
- Сценарий: Владимир Кунин
- Оператор: Алексей Гамбарян
- Композитор: Игорь Цветков
- Художник-постановщик: Георгий Кропачёв
- Художник-декоратор: Виктор Иванов
- Звукорежиссёр: Гарри Беленький
- Тексты песен: Александр Твардовский
- Монтаж: Анна Бабушкина
- Костюмы: Н. Холмова

## Оценки
В 2007 году Владимир Гостюхин назвал фильм одним из своих любимых. О своём персонаже актёр сказал: «Наверное, по человеческому характеру этот герой мне ближе всего и больше всего он выражает мою человеческую суть… суровый, на первый взгляд, но внутренне пронзительно человечный».

## Награды
- 1980 Сценарист Владимир Кунин, режиссёр Николай Кошелев, оператор Алексей Гамбарян, актёр Владимир Гостюхин за создание фильма «Старшина» были удостоены серебряных медалей имени Александра Довженко.